# Planěrnaja (stanice metra v Moskvě)
Planěrnaja (rusky Планерная, doslovně Plachtařská) je stanice moskevského metra. Je severní konečnou sedmé linky a název nese podle nedaleké ulice.

## Charakter stanice
Stanice byla otevřena 30. prosince 1975 jako součást zatím posledního úseku podzemní dráhy severní části sedmé linky (Tagansko-Krasnopresněnskaja). Je to podzemní mělce založená stanice klasické koncepce vybudovaná podle unifikovaného projektu. Její ostrovní nástupiště podpírají dvě řady sloupů, které obkládá bílý mramor, stěny za kolejemi jsou pak obložené několika druhy mramoru, který je uspořádán do jednoduché mozaiky s geometrickými vzory.
Z Planěrné vedou dva výstupy; jeden ke stejnojmenné třídě, druhý k ulici Fomičeva. Východy jsou vyvedeny přes pevná schodiště.
Severním směrem dále za stanicí se nachází Depo Planěrnoje, které bylo rovněž zprovozněno spolu se stanicí. Dnes stanici Planěrnaja, která až do otevření Medvědkova byla nejsevernější stanicí v celé síti, využije 49 300 cestujících.